# NoCGV Ålesund
Le NoCGV Ålesund (W312) était un navire de patrouille offshore spécialement conçu et loué pour la Garde côtière norvégienne de la marine royale norvégienne. Il a été retiré du service en 2016.

## Historique
En novembre 1995, les garde-côtes norvégiens ont commandé deux navires de protection des pêches spécialement construits, le Tromsø, un navire de construction polonaise de 2.100 tonnes affrété par Tromsø Dampskibsselskab, et l' Ålesund, un navire de 1.350 tonnes affrété auprès de Remøy Shipping. Ålesund est entré en service en avril 1996.
Ålesund doit son nom à la ville d'Ålesund, dans l'ouest de la Norvège. Il s'agit d'un navire de 1.350 tonnes, armé d'un canon Bofors de 40 mm et de mitrailleuses lourdes Colt de 12,7 mm. Ålesund a été utilisé pour la patrouille générale de la ZEE, y compris l'inspection des pêches et la recherche et sauvetage. Il était  à la base navale Håkonsvern à Bergen.
Il a été désarmé en 2016 et déposé à Herøya par les propriétaires. Le navire a été affrété par la compagnie maritime Fosnavaag Shipping à Fosnavåg dans la municipalité de Herøy du Sunnmøre.

## Galerie

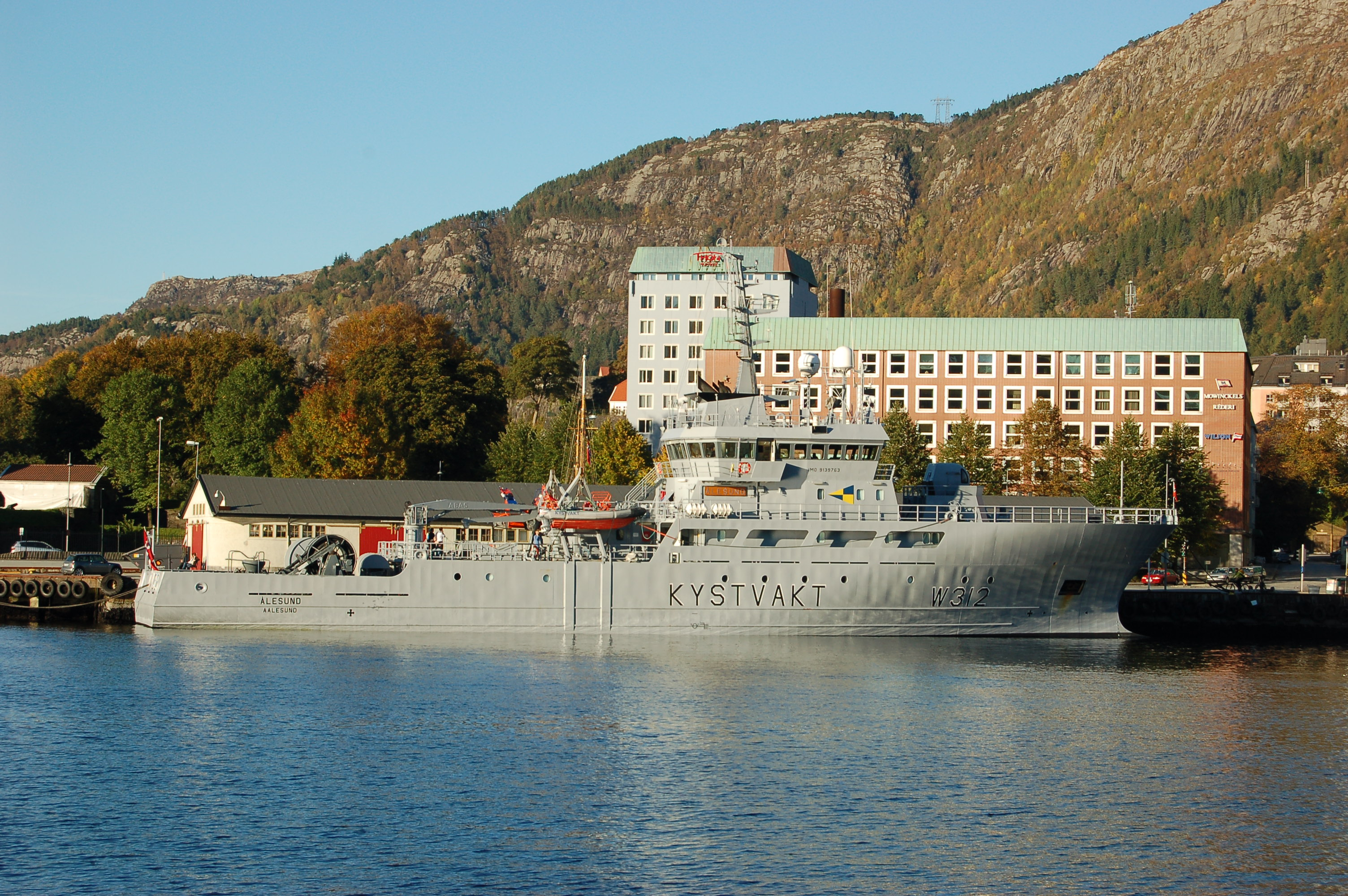
Ålesund au port de Bergen
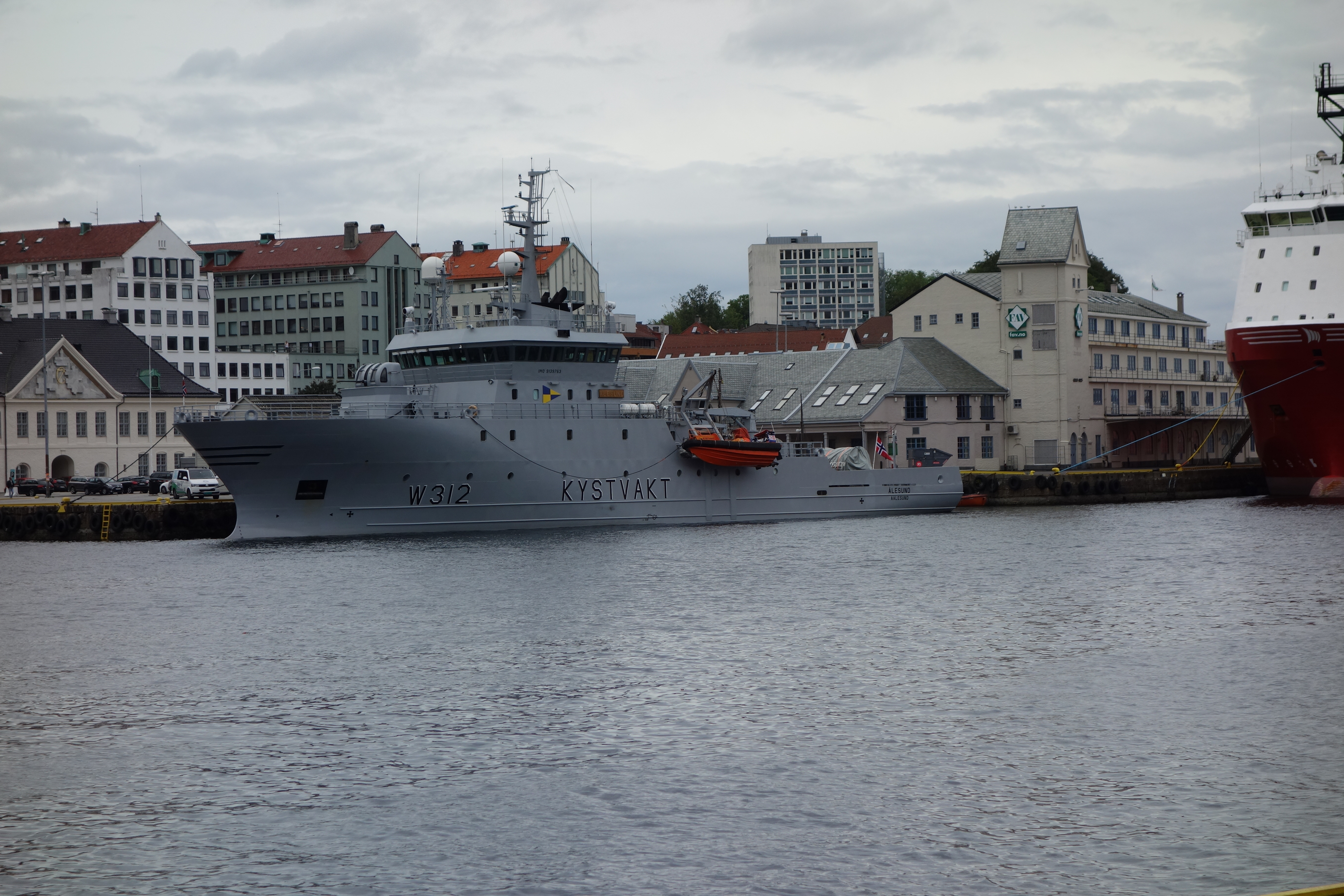
Ålesund au port de Bergen